# Johann Naret-Koning

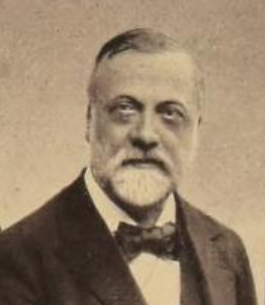

Johann Joseph David Naret-Koning (* 25. Februar 1838 in Amsterdam; † 28. März 1905 in Frankfurt am Main) war ein niederländischer Violinist.

## Leben
Er studierte Violine an den Konservatorien in Amsterdam und Leipzig u. a. bei Ferdinand David. Danach wirkte er von 1859 bis 1870 als Konzertmeister an der Oper in Mannheim, danach in Frankfurt. Außerdem war er dort Mitglied im Streichquartett von Hugo Heermann (1. Violine) und Professor für Violine an Dr. Hoch’s Konservatorium.